# Canthonella quesqueya
Canthonella quesqueya är en skalbaggsart som beskrevs av Ivie och T. Keith Philips 2008. Canthonella quesqueya ingår i släktet Canthonella och familjen bladhorningar. Inga underarter finns listade.